# Кохайто

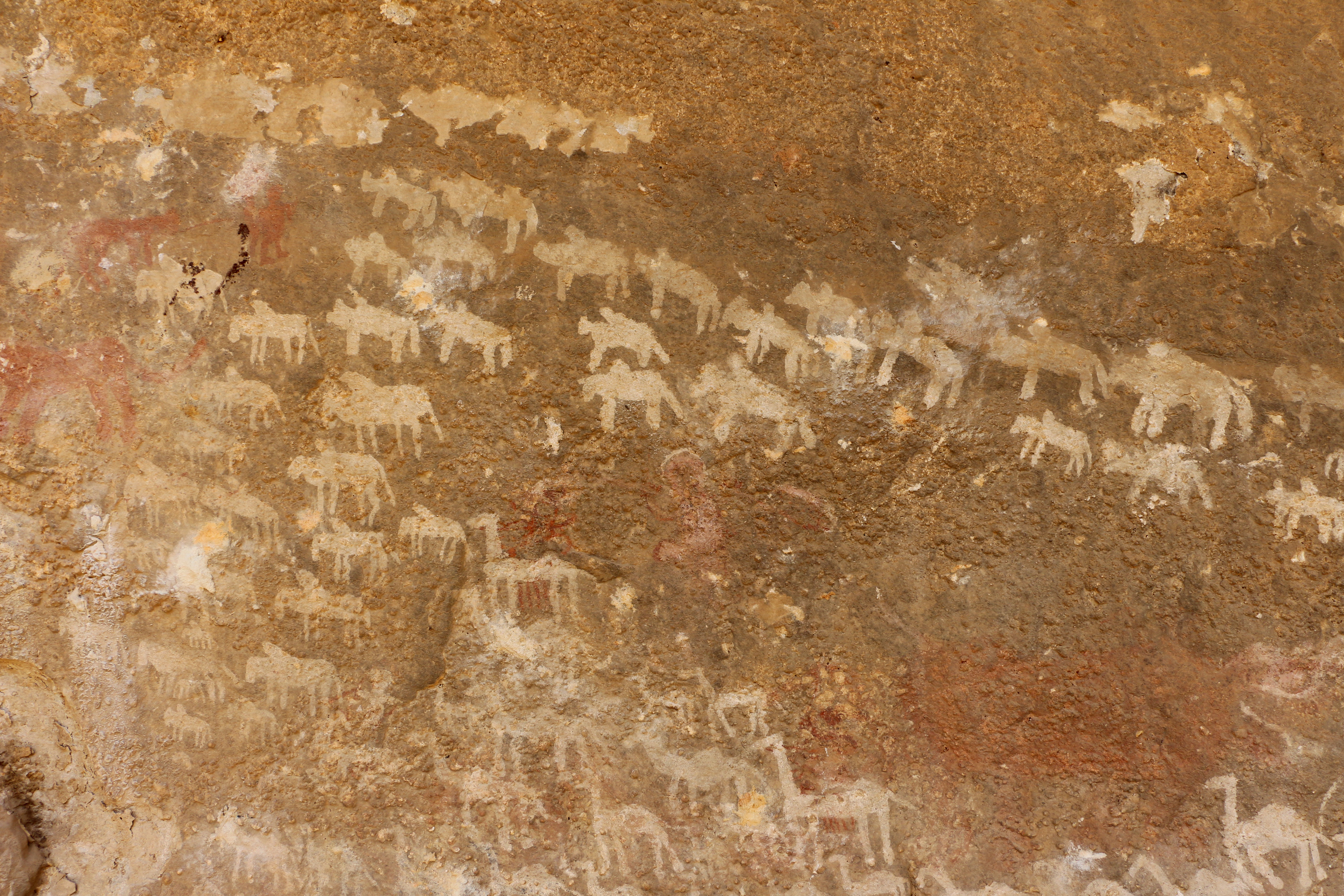

Кохайто (тигринья ቆሓይቶ) — бывший аксумский город, расположенный выше 2500 м над уровнем моря в провинции Дэбуб Эритреи. Его часто отождествляют с городом, который был известен древним грекам под названием Колоэ. Город процветал как транзитный пункт на торговом пути между Аксумом и Адулисом, и, возможно, был летней столицей империи. Полагают, в городе поля перемежались со зданиями. Среди руин зданий были дохристианский храм Мариам Уакино и Сахира-дам (которое может быть ещё доаксумским). Не знавшие археологических раскопок руины Кохайто находятся на высокогорном плато на самом краю крутого уступа, представляющего собой кромку Восточно-африканской зоны разломов. Прямо на востоке расположен древний порт Адулис. Ввозимые товары перевозились через 50 километров одной из самых жарких пустынь мира, затем вверх по тропам, проложенным в почти отвесных утёсах на высоту 2,5 км в этот торговый центр Аксума, находящийся в прохладном высокогорье. Десятилетия гражданской войны и автократического режима не дали Эритрее возможность провести надлежащим образом раскопки в руинах города и получить больше сведений о его малоизученной истории. В 15 км южнее Кохайто, в Метара (окрестности Сенафе) находится ещё одно историческое место. В отличие от гораздо более крупного археологического объекта Кохайто, в Метара в 1960-е годы были проведены раскопки.
Наскальные рисунки в окрестностях города свидетельствуют, что эта местность была заселена с 5 тысячелетия до н. э., причём, по имеющимся сведениям, люди жили в городе в VI веке н. э. Недалеко от бывшего города возвышается гора Амбасойра, самая высокая гора Эритреи. Неподалёку расположена небольшая деревня, сама насчитывающая тысячу лет.